# Ligyrocoris occultus
Ligyrocoris occultus är en insektsart som först beskrevs av Barber 1952.  Ligyrocoris occultus ingår i släktet Ligyrocoris och familjen Rhyparochromidae. Inga underarter finns listade i Catalogue of Life.